# Gibbs (automerk)
Gibbs is een Brits automerk van amfibievoertuigen.
Een model dat al enkele jaren meegaat (en waar men Het Kanaal mee heeft overgestoken als stunt) is de Gibbs Aquada: in productie in 1996. Op het Salon van Birmingham (2004) is een nieuw model gepresenteerd, de Gibbs Hum(mer)dinga: in productie in 2006. En anderzijds de Gibbs Quad(jet)ski sedert 2006.